# Rousettus amplexicaudatus
Rousettus amplexicaudatus es una especie de murciélago de la familia de los megaquirópteros. Vive en Brunéi, Camboya, la China, Indonesia, Laos, Malasia, Birmania , Papúa Nueva Guinea, Filipinas, Singapur, las Islas Salomón, Tailandia, Timor Oriental y Vietnam. Su hábitat natural son los bosques secundarios, aunque también vive en zonas agrícolas, jardines rurales, huertos y bosques primarios tropicales húmedos. Se cree que no hay ninguna amenaza significativa para la supervivencia de esta especie.